# São Vicente (Gwinea Bissau)
São Vicente – wieś w Gwinei Bissau, w regionie Cacheu.